# 李恽 (北汉)
李恽（916年—988年），字孟深，汴州阳武（今河南市原阳县）人，五代十国时后汉、北汉大臣。
汉隐帝乾祐初年中进士，客游岚州。当时世祖刘崇即位，任命他为州从事，后来晋升知制诰、翰林学士。他历仕北汉睿宗父子，官至守尚书左仆射兼中书侍郎、平章事。当时他的父母在故乡里，他不知生死，李恽经常伤心，以弈棋饮酒为务，政事多废。英武帝刘继元多次切责，李恽无悔改之意。后来他和和尚下围棋，英武帝命近侍取棋具焚烧了，李恽依然恬然，还诣谢英武帝。次日再造新棋，弈棋入股。宋朝大军克太原府，灭北汉，李恽投降，为北宋殿中监，始知母亡，求朝廷允许自己服丧，宋太宗不许。出知广州，迁司农卿，转任许州、孟州。因为脚病求辞官，改任忠武军节度使行军司马。端拱元年（988年）去世，时年七十三岁。